# Mario Giacomi
Mario Giacomi (Chievo, 10 dicembre 1949 – Chievo, 9 marzo 1977) è stato un calciatore italiano, di ruolo portiere.
È prematuramente scomparso all'età di 27 anni, ucciso nel sonno dall'ossido di carbonio fuoriuscito da una calderina; insieme a lui morì anche il fratello Gianni.

## Carriera
Inizialmente inquadrato nella rosa del Verona come terzo portiere, in seguito all'inaspettato ritiro del titolare, Pierangelo Belli, esordisce in Serie A il 17 marzo 1974 nella trasferta di Cagliari (1-1). Durante questa stagione divide il ruolo di titolare con Giuseppe Porrino, collezionando complessivamente 10 presenze in massima serie, cui ne seguono 31 in Serie B. Nella stagione 1976-1977, un anno dopo aver lasciato la guida del Verona, Giancarlo Cadè divenne allenatore del Pescara portando con sé Giacomi come secondo portiere.